# نکرومانتیک
نکرومانتیک (آلمانی: Nekromantik) یک فیلم سودجوی ترسناک آلمانی درباره نکروفیلیا ( مرده خواهی ) محصول سال ۱۹۸۷ است.
این فیلم به دلیل مضمون هنجارشکن در بسیاری از کشورها ممنوع و توقیف شد سپس موقعیتی کالت در سینما بدست آورد.